# Into the Deep
Into the Deep é um filme americano de ação e suspense, escrito por Chad Law e Josh Ridgway e dirigido por Christian Sesma. O longa-metragem conta com um elenco estrelado por Richard Dreyfuss, Scout Taylor-Compton, Jon Seda e Stuart Townsend.

## Elenco
- Richard Dreyfuss como Seamus[2]
- Scout Taylor-Compton[1]
- Stuart Townsend[1]
- Jon Seda[1]
- AnnaMaria Demara[1]
- Ron Smoorenburg[1]
- Lorena Sarria[1]
- Callum McGowan[1]
- Maverick Kang Jr.[1]
- Tom O'Connell[1]
- Tofan Pirani[1]
- Quinn P. Hensley[2]

## Lançamento
O filme tem estreia prevista para 24 de janeiro de 2025, sendo lançado em cinemas selecionados, além de estar disponível simultaneamente em plataformas digitais e via vídeo sob demanda (VOD).

## Recepção
Leslie Felperin, do The Guardian, avaliou o filme com duas de cinco estrelas.
Da mesma forma, Rich Cross, da Starburst Magazine, atribuiu duas de cinco estrelas.